# 拉马赞·巴沙里德斯特
拉马赞·巴沙里德斯特 (达利语：داکتر رمضان بشردوست，1965年—) ，阿富汗的前规划部部长, 目前是阿富汗国家议会的一名议员，他是2009年阿富汗总统选举的独立候选人之一。

## 早年
拉马赞·巴沙里德斯特，哈扎拉族人，生于喀布尔南方加兹尼省卡拉巴格地区的一个倍受人尊敬的政府雇员家庭。他分别在当地以及麦玛纳念完了小学与初中，1978年政变发生数月后，巴沙里德斯特离开了阿富汗前往伊朗，他在伊朗读完了高中然后移民到了巴基斯坦。
1983年，他离开了巴基斯坦前往法国，他在那里生活了二十年并相继取得了法律以及政治学学位。1989年，他被格勒诺布尔大学录取并在那儿完成了法律硕士学位，1990年，他在巴黎大学完成了外交学学位，1992年，他完成了自己的政治学学位。1995年，巴沙里德斯特在法国著名的图卢兹大学取得了自己的法律博士学位。在他的论文里面，他叙述了当年联合国在反对前苏联入侵阿富汗一事件中起到的作用。

## 近年
2002年，巴沙里德斯特结束了多年的流亡生涯回到了阿富汗，并进入了外交部工作，2003年，他被任命为该部门欧洲与西方政务司主管。
2004年，巴沙里德斯特出版了《阿富汗基础政治、军事与外交法》一书，他在书中分析了远自艾哈迈德·沙·巴巴年代至近年来阿富汗律法的历史，该书获得了法国政治研究院的授奖，巴沙里德斯特是第一位荣获该奖项的阿富汗独立科学工作者。
巴沙里德斯特博士与任何部落、军方或者政党都没有亲密往来，他是一名独立学者与政治活动家。长期以来，他对人权的支持与辨护为人们所称道，而且，在过去的三十年里面，他对阿富汗权力机构腐败现象的尖锐批判也是人所共知的。他是一名勇敢的改革者和政府批评家。
2004-2005年间，巴沙里德斯特短时间出任了阿富汗规划部的部长，任职期间，他对NGO（非政府组织）充当的角色提出了尖锐的批评，指责他们大部分人是造成阿富汗资金严重流失的根源，他还特地曝光了支付给NGO雇员以及部长们远远高于阿富汗国民平均水平的薪金。在外界的各种压力下，巴沙里德斯辞掉了规划部部长的职位。然而，他对政府直言不讳的批评、对腐败的坚定立场以及对公众福利的不懈争取让他赢得了广泛的支持。
2006年，他在阿富汗的议会选举中获得了喀布尔省议员一职。在这次跨越不同部族、不同语言的民众选举中，巴沙里德斯特获得了最高票数的第三名。

## 2009年阿富汗总统选举
2009年5月7日，拉马赞·巴沙里德斯特登记成为阿富汗总统选举候选人。他的第一位推荐人是农学院教授艾哈迈德·穆萨·巴拉克查依，第二位推荐人是阿富汗独立人权委员会的阿费发·马洛夫。巴沙里德斯特的选举标识——白鸽，是自由与和平的象征。

## 作品
2004年撰写并出版了《阿富汗基础政治、军事与外交法》一书。